# Bantz J. Craddock

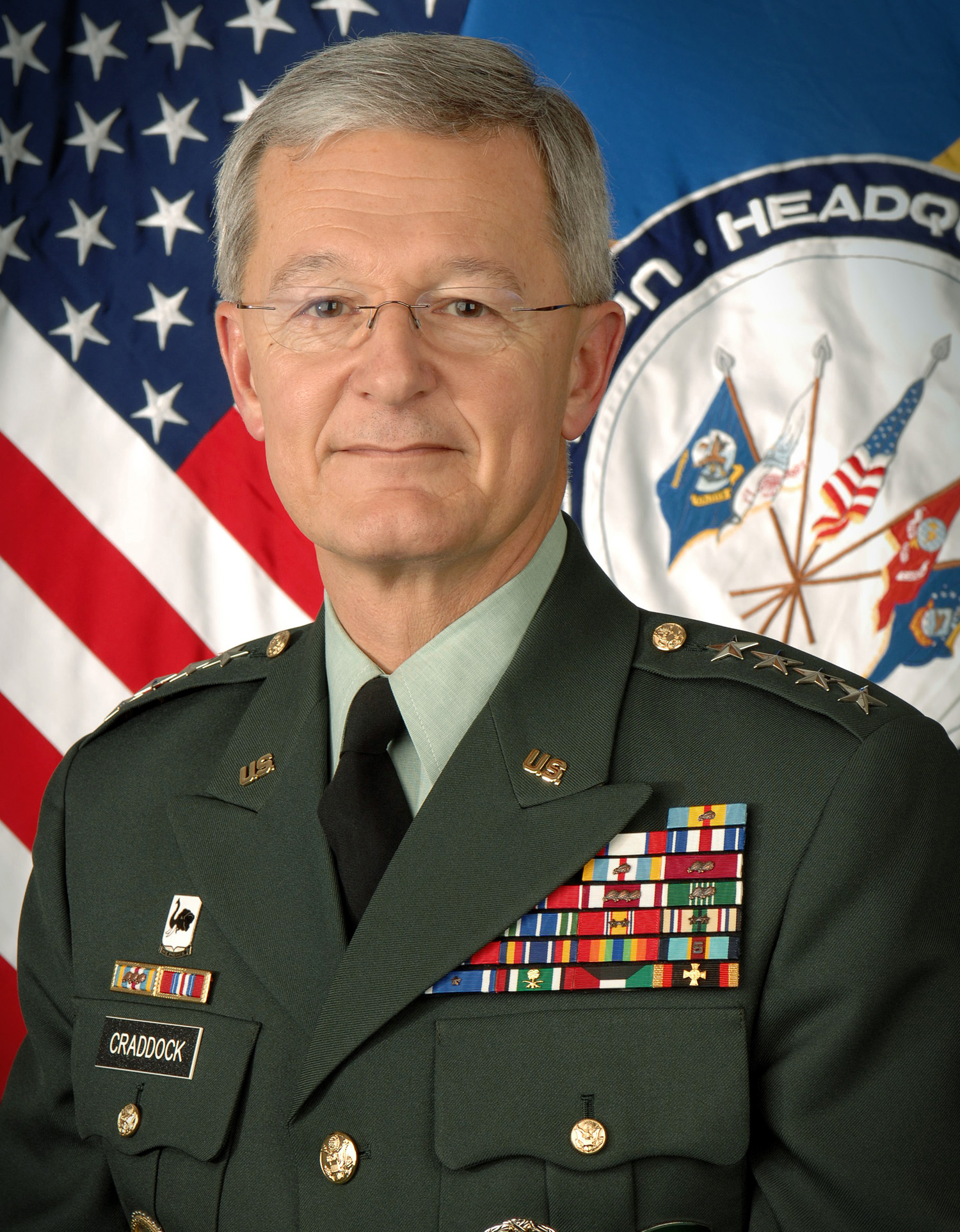
Gen. Bantz J. Craddock

Bantz John Craddock (* 24. August 1949 in Parkersburg, West Virginia) ist ein ehemaliger General der US Army und war bis zu seiner Pensionierung im Juli 2009 vom 4. Dezember 2006 an der 14. Kommandeur des US European Command sowie ab dem 7. Dezember 2006 zusätzlich der 15. Supreme Allied Commander Europe der NATO.

## Militärische Laufbahn
Craddock wurde nach seinem Abschluss an der West Virginia University zum Second Lieutenant der Panzertruppe ernannt. Sein erster Einsatz war innerhalb der 3. US-Panzerdivision in Deutschland und seine nächste Verwendung in Fort Knox, Kentucky als Testoffizier für das US Army Armor and Engineer Board. Nach der erweiterten Ausbildung für Panzeroffiziere wurde Craddock wieder in der 3. US-Panzerdivision eingesetzt, diesmal als Kompaniechef einer Panzerkompanie des 1. Bataillons des 32. US-Panzerregiments.
Im September 1981 wurde Craddock in das Büro des Programmleiters der Abrams Tank Systems in Warren, Michigan versetzt und diente dort als Systemanalyst und später als Erster Offizier (XO). Nach dem Abschluss am Command and General Staff College wurde Craddock zur 8. US-Infanteriedivision (mechanisiert) nach Deutschland versetzt, um dort für zwei Jahre als Erster Offizier des 4. Bataillons des 69. US-Panzerregiments zu dienen. Danach wurde er in das Divisionshauptquartier versetzt und diente dort als stellvertretender Generalstabsoffizier für Operationen (G-3).
Im Mai 1989 übernahm er das Kommando über das 4. Bataillon des 64. US-Panzerregiments der 24. US-Infanteriedivision (mechanisiert) in Fort Stewart, Georgia. Dieses Kommando hatte er für 26 Monate inne und nahm in dieser Zeit an den Operationen Desert Shield/Storm teil. Danach wurde er abermals in das Divisionshauptquartier versetzt und übernahm den Posten des Assistierenden Stabschefs, G-3 (Operationen), 24. US-Infanteriedivision. Danach besuchte er das US Army War College und schloss dies 1993 ab. Nun wurde ihm das Kommando über die 194. separate Panzerbrigade in Fort Knox übertragen. Im Juni 1995 wurde die Brigade aufgelöst und Craddock wurde Assistierender Stabschef, G-3 (Operationen), des III. US-Korps in Fort Hood, Texas.

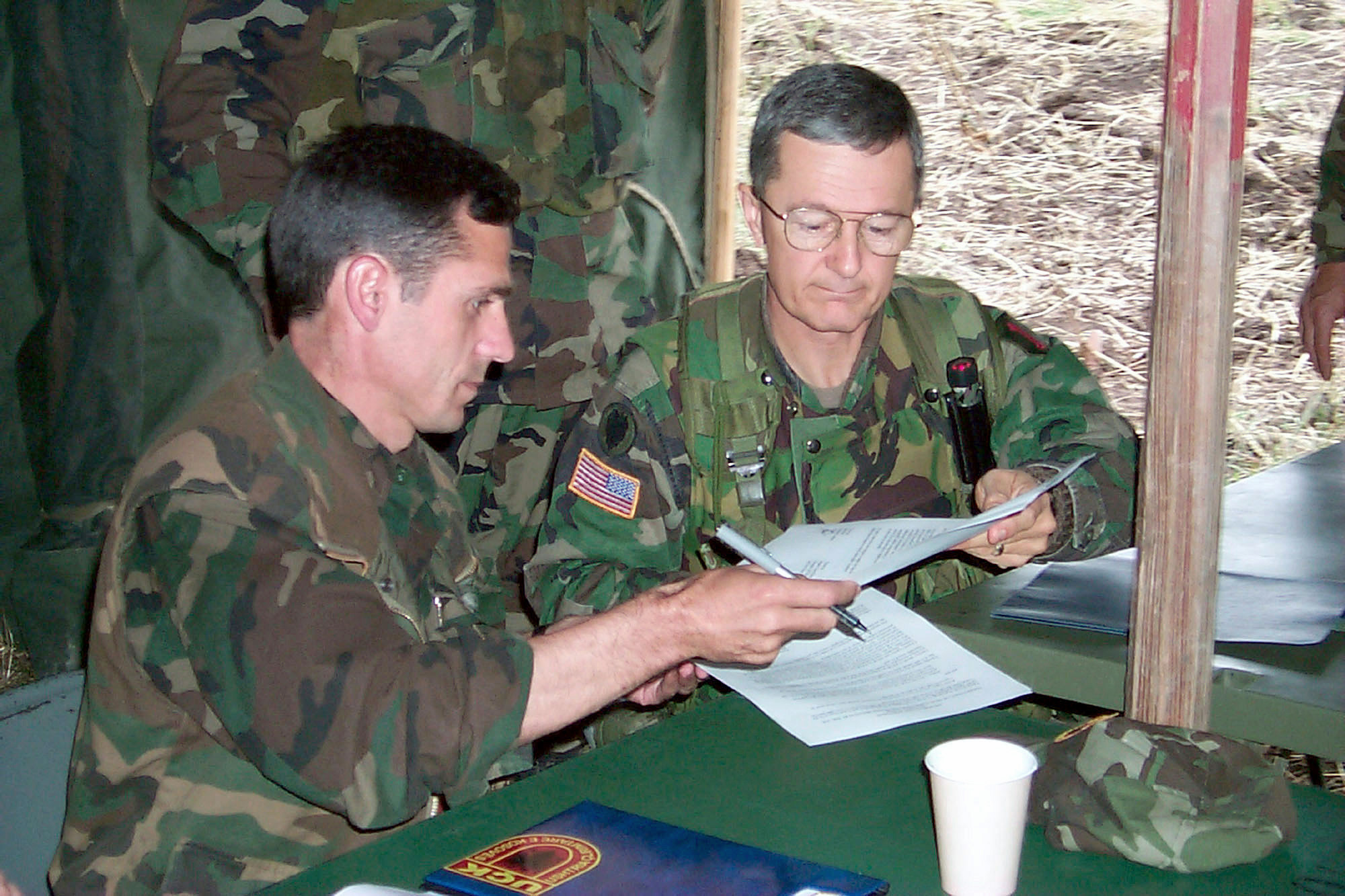
Brigadier General Craddock im Kosovo (Juni 1999)

Im Jahre 1996 wurde Craddock zum Joint Staff in das Verteidigungsministerium versetzt und diente dort als assistierender stellvertretender Direktor J-5 (Strategie, Taktik und Pläne). Im August 1998 wurde er zur 1. US-Infanteriedivision (mechanisiert) nach Deutschland versetzt, um dort als Assistierender Divisionskommandeur für Manöver zu dienen. In dieser Zeit wurde Craddock zum Kommandeur der US-Truppen für die einführenden Operationen im Kosovo-Krieg. Im August 1999 wurde er Kommandierender General des Ausbildungskommandos der 7. US-Armee. Im September 2000 wurde Craddock dann schließlich Kommandeur der 1. US-Infanteriedivision (mechanisiert). Danach diente er vom August 2002 bis zum Juli 2004 als Senior Military Assistant des US-Verteidigungsministers Donald Rumsfeld. Am 9. November 2004 übernahm er das Kommando über das US Southern Command.

Craddock bei der Kommandoübergabe des USEUCOM in Stuttgart, 2006

Am 14. Juli 2006 kündigte die NATO an, dass Craddock nach seiner Verwendung beim US Southern Command General James L. Jones auf den Posten des Supreme Allied Commander Europe (SACEUR), dem NATO-Oberbefehlshaber, folgen wird. Diese Nominierung wurde am 29. September 2006 vom US-Senat bestätigt. Am 19. Oktober 2006 übergab Craddock das Kommando des US Southern Command an Admiral James G. Stavridis und übernahm am 4. Dezember 2006 das Kommando über das US European Command in den Patch Barracks in Stuttgart. Drei Tage später, am 7. Dezember 2006 übernahm er dann das Kommando als 15. Supreme Allied Commander Europe.
Nach der Regierungsübernahme Barack Obamas als US-Präsident im Januar 2009 wurden nach und nach die Spitzenposten in den US-Streitkräften neu besetzt, darunter auch Craddocks Posten als Kommandeur EUCOM und SACEUR der NATO. Das Kommando über EUCOM gab Craddock am 30. Juni 2009 an Admiral James G. Stavridis ab, der ihn auch schon bei SOUTHCOM abgelöst hatte. Zwei Tage später, am 2. Juli 2009, übergab Craddock schließlich auch den Posten des Supreme Allied Commander Europe der NATO an Stavridis und trat in den Ruhestand.

## Kritik
Mit der Übernahme des Kommandos über das US Southern Command war Craddock auch verantwortlich für die Vorgänge im Gefangenenlager Guantánamo. Er rechtfertigte die dort angewandten Foltermethoden und machte öffentlich Witze über die Zwangsernährung von hungerstreikenden Internierten. Aus diesen Gründen sehen viele europäische Politiker und Militärs die Benennung von Craddock zum NATO-Oberbefehlshaber skeptisch.
Ende Januar 2009 berichtete Spiegel Online, dass Craddock vorhabe, im Kampf gegen den Drogenhandel auch gezielte Tötungen von Opiumhändlern durchzuführen, auch dann, wenn es keinen Nachweis gäbe, dass diese sich an bewaffneten Aufständen gegen Regierung oder NATO-Truppen beteiligen. Die Empfänger des Schreibens, die beiden direkten unterstellten Generale, der deutsche General und Kommandeur des Allied Joint Force Command Brunssum Egon Ramms, sowie der US-amerikanische Kommandeur der ISAF-Schutztruppe in Kabul, General David D. McKiernan, protestierten gegen dieses Vorhaben und kündigten an, dem Befehl nicht zu folgen, da sie in ihm einen Verstoß gegen die ISAF-Einsatzregeln und das Kriegsvölkerrecht sehen. Parteiübergreifend reagierten deutsche Politiker entsetzt über diese mögliche Neuausrichtung des Einsatzes, die auch Beteiligte am Drogengeschäft zu legitimen Zielen von sogenannten Capture or Kill-Missionen machen würde. Kritik an der diskutierten Tötung von „gewöhnlichen Kriminellen“ kam auch von Seiten des afghanischen Außenministers Rangin Dadfar Spanta. Craddock selbst verwahrte sich gegen die Vorwürfe: „Ich habe keinen Befehl und keine Anweisung erteilt, die illegal ist.“ Am 30. Januar gab er der Kritik seitens Politik und Militärs nach und änderte seine Weisungen ab. Wie ein NATO-Sprecher mitteilte, dürfe die ISAF-Truppe seitdem gegen Drogenhändler vorgehen, wenn diese Terroristen unterstützen. Dies entsprach der bereits gängigen Praxis am Hindukusch. Infolge dieser Kontroversen wurde in Militärkreisen bereits über eine vorzeitige Ablösung Craddocks spekuliert.

## Auszeichnungen
Craddock hat einen Master in Wehrwissenschaften.
Auswahl der Dekorationen, sortiert in Anlehnung der Order of Precedence of Military Awards:
- Defense Distinguished Service Medal (2 ×)
- Army Distinguished Service Medal
- Silver Star
- Defense Superior Service Medal (2 ×)
- Legion of Merit (3 ×)
- Bronze Star
- Meritorious Service Medal (4 ×)
- Army Commendation Medal (3 ×)
- Army Achievement Medal
- National Defense Service Medal (3 ×)
- Southwest Asia Service Medal (3 ×)
- Kosovo Campaign Medal (3 ×)
- Global War on Terrorism Service Medal
- NATO Meritorious Service Medal
- NATO-Medaille für den Einsatz in Jugoslawien
- Ehrenzeichen der Bundeswehr in Gold
- Kommandeur des Verdienstordens der Republik Polen
- Orden des Adlerkreuzes I. Klasse